# Gastonia (dinosauriër)
Gastonia is een geslacht van uitgestorven plantenetende ornithischische dinosauriërs, behorend tot de Ankylosauria, dat tijdens het Vroeg-Krijt leefde in het gebied van het huidige Noord-Amerika. De typesoort is Gastonia burgei, benoemd in 1998. In 2016 werd een tweede soort benoemd: Gastonia lorriemcwhinneyae.

## Vondst en naamgeving
Begin jaren negentig werden in de Gaston Quarry in Grand County, Utah, fossielen opgegraven van een dinosauriër. In 1998 werden die door een van de opgravers, James Kirkland, benoemd en beschreven als de typesoort Gastonia burgei. De geslachtsnaam en de soortaanduiding eren de oorspronkelijke ontdekker uit 1989 Robert Gaston en museumdirecteur Donald Burge. Kirkland had de naam al in 1997 gebruikt in de Dinosaur Encyclopedia; toen was het een nomen nudum.
Het holotype CEUM 1307 is gevonden in een laag van de Yellow Cat Member van de Cedar Mountain Formation die dateert uit het Barremien en ongeveer 126 miljoen jaar oud is. Het bestaat uit een schedel van een volwassen exemplaar. Daarnaast is een hypodigma aangewezen, een verzameling aanvullende definiërende specimina, die bestaat uit een duizendtal botten en osteodermen op de vindplaats aangetroffen. Deze vertegenwoordigen verschillende individuen, in 1998 geschat op minstens vijf. Twee vrijwel complete schedels en twee gedeeltelijke schedels waren rond 2004 opgegraven; in 2014 werd hun aantal gemeld als tien. Bij elkaar is het grootste deel van het skelet bekend. Veel elementen zijn echter door verwering van lage kwaliteit. De fossielen maken deel uit van de collectie van het College of Eastern Utah Prehistoric Museum, het Museum of Western Colorado en het Denver Museum of Natural History. Behalve uit de Gaston Quarry zijn er ook botten gevonden in de Dalton Wells Dinosaur Quarry uit dezelfde formatie, die wegens hun afwijkende bouw zijn toegewezen als een Gastonia sp. Ook hier gaat het om zeker een vijftal individuen. Ze zijn gemiddeld wat kleiner.
In 2016 werd door Billy Kinneer en Kenneth Carpenter het skelet in groter detail beschreven. Daarbij werden de geprepareerde specimina van het hypodigma aangegeven als paratypen. Verder werd er een derde vindplaats gemeld waarvan de resten werden benoemd als een tweede soort van Gastonia: Gastonia lorriemcwhinneyae. De soortaanduiding eert Lorrie McWhinney die de locatie in 1999 ontdekte. Het holotype hiervan is DMNH 49877, een schedeldak.

### Skeletopstelling
In 1998 werd in het Denver Museum of Nature and Science een skelet van Gastonia gereconstrueerd dat samengesteld is uit polyurethaan afgietsels van de oorspronkelijke beenderen van verschillende dieren, afkomstig uit zowel de Dalton Wells Dinosaur Quarry als de Gaston Quarry. De skeletopstelling was de eerste voor zo'n basale ankylosauriër. Voor de schedel werd het holotype gebruikt en voor het postcraniaal skelet de grootste beenderen van het paratype. Ofschoon overvloedig fossiel materiaal beschikbaar was, waren vele beenderen vervormd en verpletterd en moesten dus gecorrigeerd worden. Van ontbrekende beenderen — maar bijna alle beenderen van het skelet waren in de beenderlagen van de Dalton Wells Dinosaur Quarry vertegenwoordigd — werden ook polyurethaan afgietsels gemaakt, gebaseerd op dezelfde elementen van verwante soorten. Dankzij de studies van vooral Kenneth Carpenter maar ook van Walter Coombs en dankzij talrijke illustraties van Gregory S. Paul (1995) en Traci Ford (1998), was het relatief eenvoudig het skelet te reconstrueren. Van het lichaamspantser was moeilijker een reconstructie te geven. Leidraad voor de globale reconstructie waren de opgestelde skeletten van Euoplocephalus tutus (Royal Tyrrell Museum of Palaeontology) en van Talarurus plicatospineus (Paleontologisch Instituut van de Russische Academie van Wetenschappen), beide behorend tot de Ankylosaurinae. Het gereconstrueerde en opgestelde skelet heeft een lengte van 459 centimeter, een hoogte over de heup van 112 centimeter, en een hoogte over de schouders van 138 centimeter. Het werd opgesteld tezamen met het skelet van de volgens Kirkland nauw verwante nodosauride Gargoyleosaurus parkpinorum uit de Morrison-formatie.

## Beschrijving

### Grootte, algemene bouw en onderscheidende kenmerken
Gastonia is een middelgrote ankylosauriër. Kirkland dacht in 1998 dat het dier zes meter lang was. In 2010 schatte Gregory S. Paul de lichaamslengte op vijf meter en het gewicht op 1,9 ton.
Het dier had sterke, zeer korte poten. De kop is opvallend klein en de nek vrij lang. De romp is extreem afgeplat en verbreed, meer nog dan bij verwante soorten. Het lichaam is bedekt door beenplaten, stekels en beenschubben. Zijn pantser was voor carnivoren een schier onneembare vesting. De kop was bezet met meerdere stekels, terwijl dikke beenplaten de nek beschermden. Daarbij stonden op zijn rug talrijke stekels. De flanken werden eveneens door beenplaten en stekels beschermd. Het dier had een hoornsnavel. De daar achter gelegen kaakdelen waren bezet met kleine tanden, die echter niet dienden om het plantaardige voedsel te vermalen, slechts het te verknippen. Waarschijnlijk was het dier voor de verdere vermaling aangewezen op het doorslikken van de zogenaamde maagstenen. De eigenlijke vertering vond plaats door bacteriën in de enorme buikholte.
In 1998 gaf Kirkland een diagnose maar die was weinig nuttig daar hij er van uitging dat het dier tot de Polacanthinae behoorde en dus voornamelijk met Polacanthus vergelijkingen trok. Enkele eigenschappen werden echter als uniek binnen de Ankylosauria als geheel aangegeven: het bezit van een brede inkeping tussen de praemaxillae; neusgaten die ver naar achteren geplaatst zijn; en een hersenpan met aan de onderzijde, op het basisfenoïde, van voor naar achter langwerpige uitsteeksels, processus basipterygoidei.

### Skelet

#### Schedel

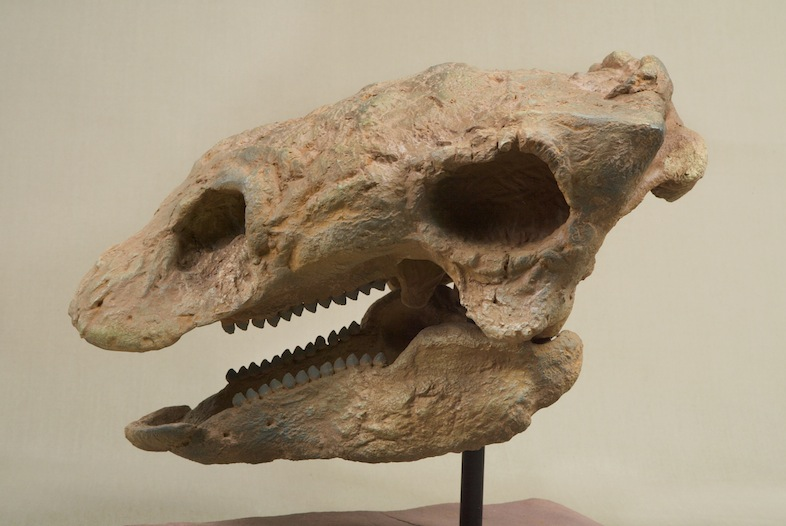
Een afgietsel van de schedel

De schedel is driehoekig. Door een langwerpige, iets spitse snuit is de schedel langer dan breed, 295 bij 283 millimeter bij het holotype, een basaal kenmerk. Het snuituiteinde draagt echter een verbrede bovensnavel. De schedel heeft in zijaanzicht een bol profiel maar hangt van voren niet sterk af. In het midden heeft de tandeloze bovensnavel een brede, gelijkmatig gekromde uitsparing. De neusgaten zijn erg groot, staan naar bezijden gericht en reiken ver naar achter. Voor zover in 1998 bekend — er was toen geen CAT-scan uitgevoerd — zijn de luchtwegen eenvoudig van vorm, niet met vele kronkelingen zoals bij latere ankylosauriden. De tandenrijen in het bovenkaaksbeen zijn relatief recht — de tandenrij steekt vooraan minder zijwaarts uit dan de bovensnavel — en bezet met vijftien tot zestien kleine tandjes zonder verdikte tandbasis of cingulum. Dit laatste is uitzonderlijk voor een ankylosauriër. De tanden hebben ongeveer negen à tien vertandingen op iedere snijrand en hun kroon is ongeveer zes millimeter hoog. Het bovenkaaksbeen vormt een secundair verhemelte. De platte ploegschaarbeenderen van het verhemelte overlappen vooraan verbredend de beennaad tussen praemaxillae en bovenkaaksbeenderen en zijn achteraan gevorkt om contact te maken met de verticale verhemeltebeenderen. Zelf zijn ze volledig met elkaar versmolten zonder zichtbare beennaad.

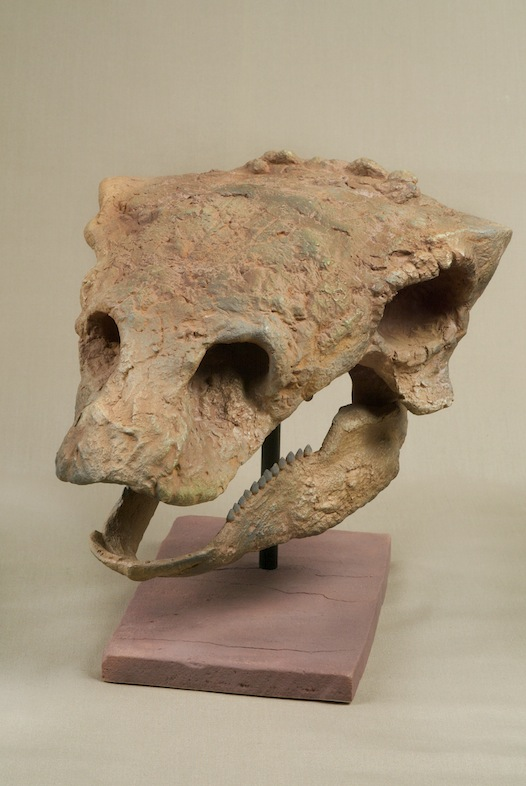
De neusgaten zijn erg groot

Boven de oogkas vormen de supraorbitalia een enkele doorlopende rand. De achterkant van het schedeldak helt vrij sterk naar beneden, de bolling van de snuit voortzettend. Het quadratum is sterk naar achteren geheld. De voorrand van de kop van het quadratum loopt overdwars evenwijdig aan de achterrand van het pterygoïde. In zijaanzicht is het onderste slaapvenster en de processus paroccipitalis zichtbaar, een basaal kenmerk. Afgeleid echter, en lijkend op de toestand van de latere ankylosauriden, is het naar beneden gericht zijn van de, niervormige en nekloze, achterhoofdsknobbel en het feit dat deze centraal gevormd wordt door het basioccipitale en aan de zijkanten door de exoccipitalia. Het achterhoofdsgat is rond.
De mate van vergroeiing van de huidplaten is op de schedel basaal, dus beperkt. Op de snuit zijn geen platen vergroeid en de beennaden tussen de schedelelementen zijn volledig zichtbaar. Meer naar achteren zijn de kopplaatjes, de caputegulae, niet heel duidelijk gevormd hoewel het patroon zichtbaar symmetrisch is met een kleine centrale plaat boven de wandbeenderen. Er staan hoorns op de achterhoeken van de schedel, dus op de squamosa, en onderaan op de jukbeenderen, maar die zijn klein en raken het meer naar binnen gelegen quadratojugale niet. De squamosale hoorns steken licht zijwaarts uit. Ze hebben een piramidevorm met brede basis en met de punt naar buten en wat naar beneden gericht. De rand met het achterhoofd is scherp maar een snijrand bovenop ontbreekt. Er staan geen extra osteodermen op de middelste rand tussen schedeldak en achterhoofd.
De onderkaken zijn achteraan vrij hoog maar worden naar voren geleidelijk lager, uitlopend in een gemeenschappelijke tandeloze ondersnavel.

#### Postcrania

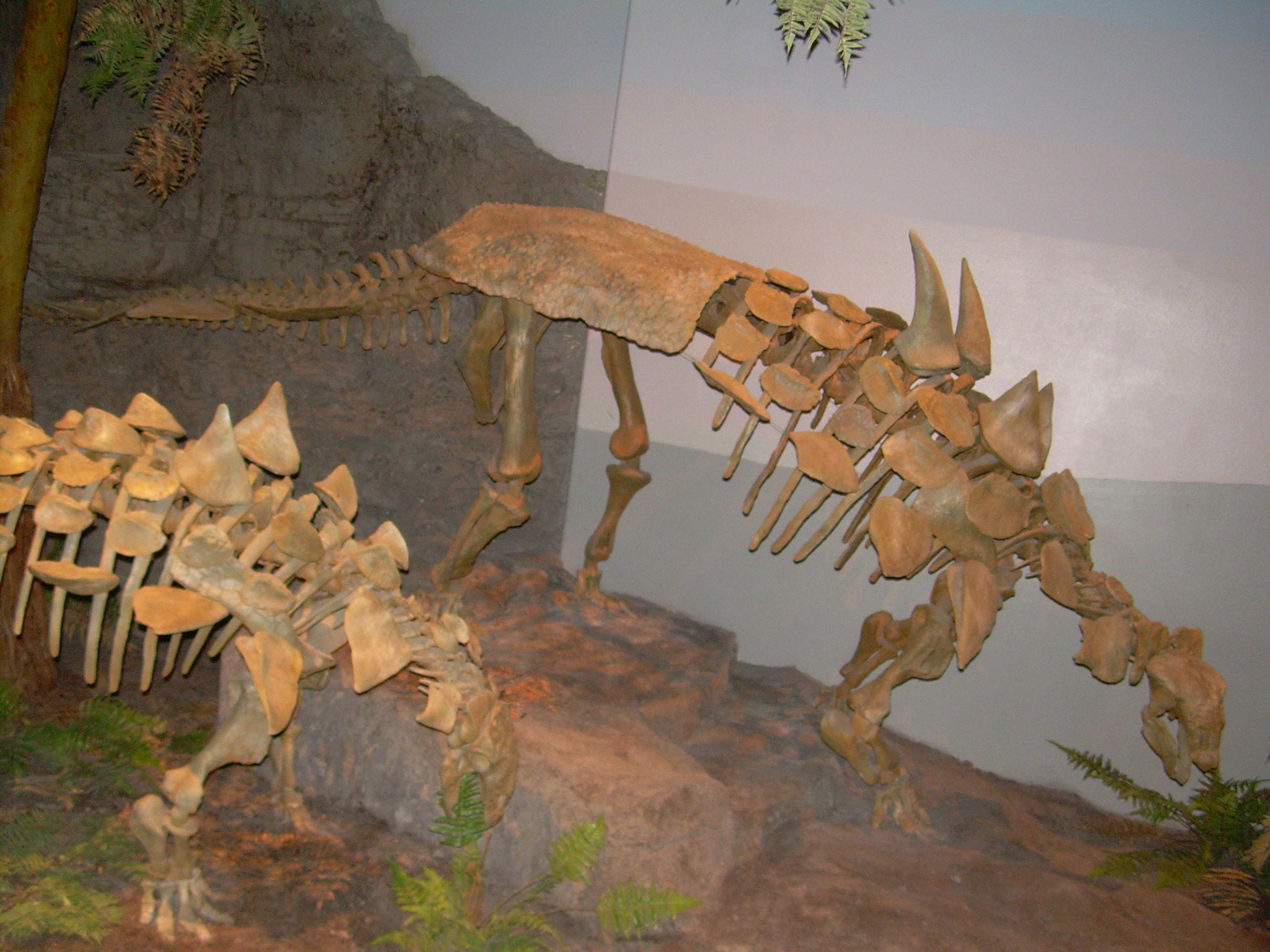
Skeletten van twee gastoniae in zijaanzicht

De halswervels hebben erg korte doornuitsteeksels. De doornuitsteeksels van de achterste rug zijn hoger maar blijven plaatvormig, korter dan lang. Er zijn drie echte sacrale wervels in het heiligbeen; erachter is een caudosacrale wervel 'ingevangen'. De doornuitsteeksels van de drie sacrale wervels zijn even hoog als die van de rug en nauw aangesloten: het heiligbeen buigt naar achteren iets omlaag maar de doornuitsteeksels blijven een ononderbroken plaat vormen door zich bovenaan te verbreden. Het doornuitsteeksel van de caudosacrale wervel staat daar los van maar is wel overlangs verbreed. Er zijn ongeveer achtendertig staartwervels. De voorste staartwervels hebben wat hogere doornuitsteeksels. De eerste echte staartwervel heeft een ronde doorsnede; die van de verdere wervels is hartvormig. De voorste chevrons zijn recht en onderaan niet verbreed; de achterste chevrons hebben een lichte verbreding. Het uiteinde van de staart draagt geen staartknots en er is geen verstijving van de achterste wervels tot een 'hendel'.
Het schouderblad lijkt op dat van de nodosauriden door het bezit van een processus acromialis, het gebruikelijke uitsteeksel op de onderste voorrand, die bladvormig is. Dit blad is echter niet heel sterk richting schoudergewricht gedraaid, zoals bij de nodosauriden wél het geval is. Evenmin bezit het een knopvormige verbreding. Ook loopt het niet heel ver naar boven uit. Daarbij ontspruit het aan de voorrand, niet zoals bij nodosauriden meer uit het midden van het schouderblad. Het schouderblad is bovenaan sterk verbreed. Het ravenbeksbeen is vierkantig van vorm, een typisch afgeleid ankylosauride kenmerk.
Het opperarmbeen heeft een grote deltopectorale kam die tot het midden van de schacht reikt, een afgeleid kenmerk. De onderarm is tamelijk kort. De ellepijp is krachtig gebouwd met boven achteraan een enorme processus olecrani die bijna even hoog is als de eigenlijke schacht en daarbij ook zeer breed. Het geheel duidt op een uiterst krachtige musculatuur van de arm.
Het bekken is een grote brede constructie. Het darmbeen heeft een lang maar ook zeer breed achterblad, met vijf ribben, inclusief die van de achterste ruggenwervel, aan het heiligbeen en het in 1998 nog onbekende aantal — vermoedelijk vijf — daaraan vastgegroeide lendenwervels verbonden. Het lange nauwe voorblad zet de lijn van de zijkant daarvan schuin naar voren en bezijden voort tot het breedste punt van de romp in het midden, ver zijwaarts buiten de poten uitstekend. Het schaambeen is klein, opgerold tegen de wervelkolom. Het zitbeen is een krachtig afhangend blad met een voorwaartse knik in het midden van de schacht welke een hoekig uitsteeksel op de achterrand vormt.
Het dijbeen is een stevig recht bot. De kop ervan staat niet duidelijk van de schacht af. Zoals bij de meeste Ankylosauria vormt de trochanter minor een rand aan de voorkant die over de volle lengte, kennelijk ongeacht de ouderdom van het exemplaar, versmolten is met de achterliggende trochanter major; bij latere vormen zou zelfs de rand niet meer apart zichtbaar zijn. De vierde trochanter, de aanhechting voor de musculus caudofemoralis longus, de voornaamste retractorspier van de staart af, ligt halverwege de achterkant van de schacht. Het onderbeen is een stuk korter dan het bovenbeen. Het scheenbeen heeft ongeveer de helft van de lengte van het dijbeen en is aan de bovenkant verbreed maar bijna even sterk aan de onderkant.

### Osteodermen

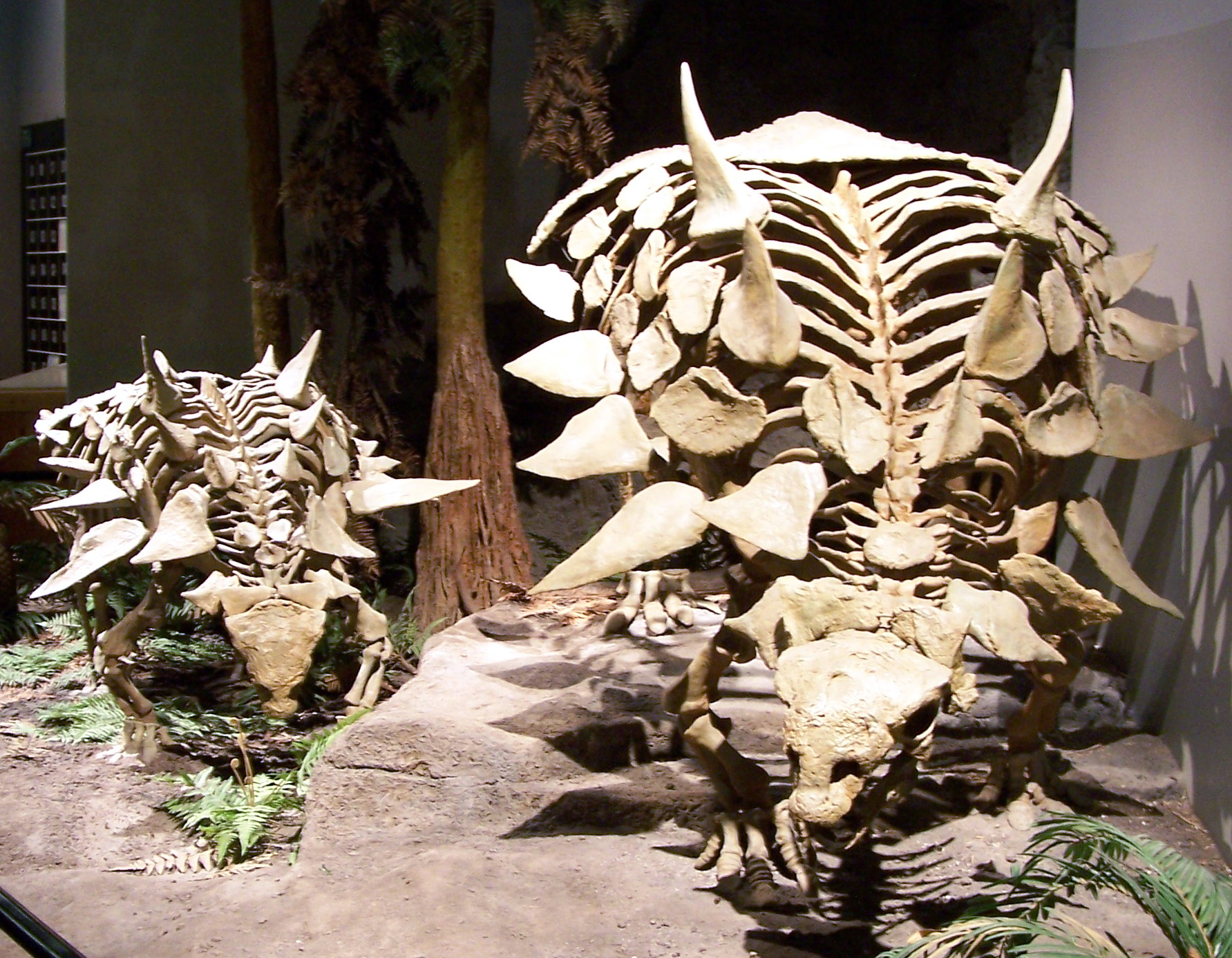
Een opstelling met lange verticale stekels op de rug

Zoals alle ankylosauriërs heeft Gastonia een soortspecifiek huidpantser, bestaande uit osteodermen, huidverbeningen die geen deel uitmaken van het eigenlijke skelet.
Het pantser om de nek vormt halsbergen, gedeeltelijk omsluitende beenringen. Daarvan zijn er minstens twee. De achterste nekring lijkt in het midden niet verbonden te zijn en dus eigenlijk te bestaan uit twee losse segmenten. Iedere segment bestaat uit een enkele beenschub met aan de zijkant een naar achteren gerichte korte scherpe nauwe stekel. Dit dekt de zijkanten van de nek niet en dus gaat het in totaal eigenlijk meer om een 'kwartring' dan een 'halfring'. De schubben zijn aan hun binnenkant wat asymmetrisch hol. Hun buitenkant draagt een lage kiel.

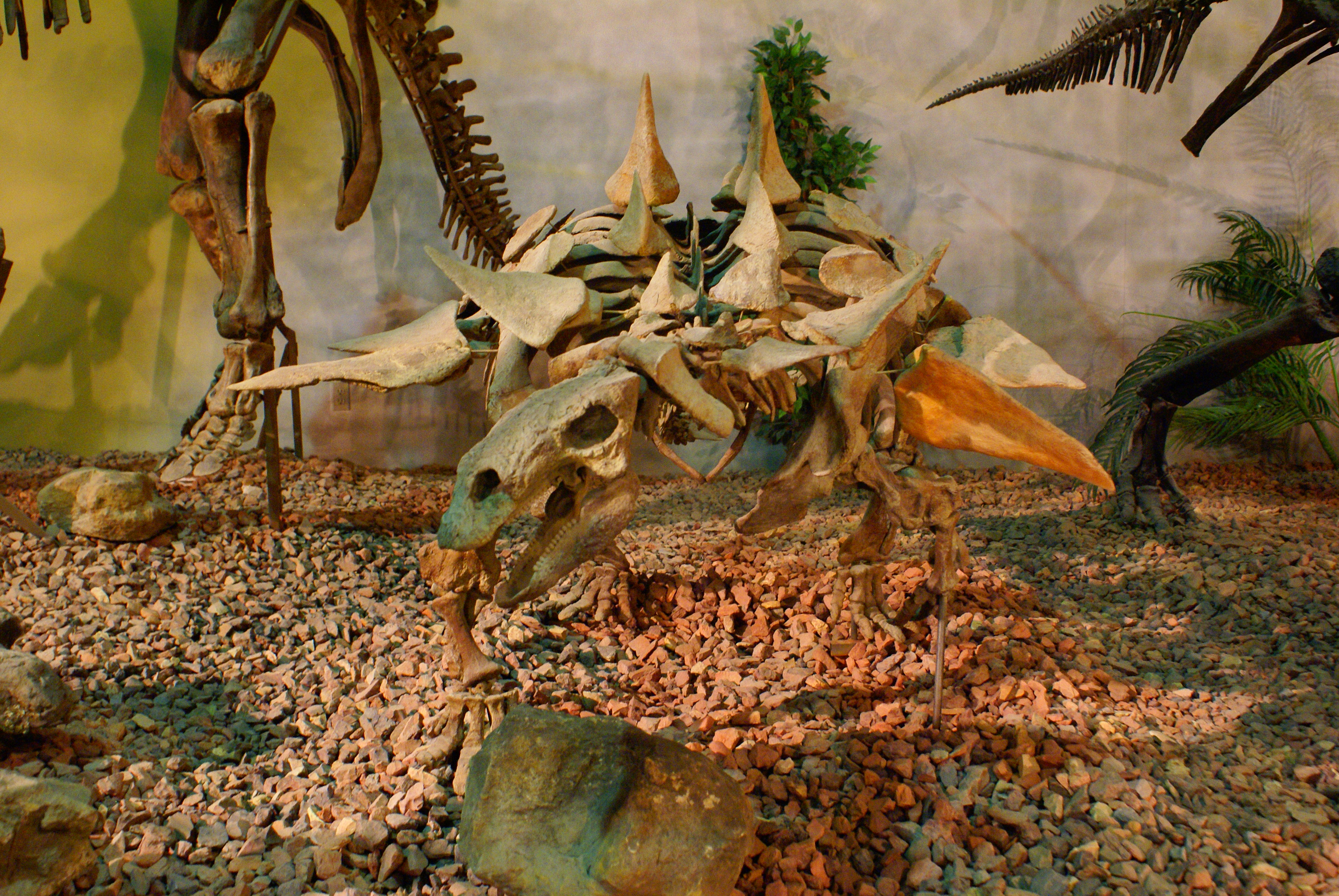
De zeer platte romp van Gastonia bood weinig aangrijpingspunten voor een aanvaller en had dus eigenlijk geen rugstekels van node

De indeling van het voorste romppantser is, zoals Kirkland zelf al aangaf, lastig te reconstrueren, doordat de osteodermen ervan niet in verband gevonden zijn maar als losse elementen. In de reconstructie van Kirkland zijn er vijf paar grote schouderstekels op de voorste romp, waarvan de voorste de langste zijn. Deze stekels zijn naar achteren gekromd en hebben in hun achterrand een diepe groeve die bijna tot aan de punt reikt. Dit kon dienen als aanhechting voor een hoornschacht die de lengte van de beenkernen nog met een derde of meer zou doen toenemen. Kirkland zag de hoofdfunctie echter als het aansluiten bij de voorrand van de achterliggende stekel, hoewel het de vraag is of het torso buigzaam genoeg was dat ze elkaar konden raken. Naar achteren toe worden de schouderstekels kleiner en korter, terwijl de groeve nog eens extra korter wordt. Hun bases worden echter van voor naar achter langer. Over de rug zouden nog eens drie rijen osteodermen naar achteren lopen; de middelste daarvan, aan weerszijden van de wervelkolom, zouden bestaan uit overdwars afgeplatte hoge, scherp naar achteren en buiten gekromde, stekels met een platte basis. Dit model is echter in wezen speculatief. Paul toonde in 2010 een reconstructie waar, gezien de vrij lange nek, zich zeven paar stekels achter de halsbergen bevonden, het derde paar het langst; hoge rugstekels zouden ontbreken. Hun afplatting en asymmetrie overdwars suggereert dat het in feite om schouderstekels gaat. De stekels hebben aan hun basis op de buitenzijde uitwaaierende groeven.
Ook de zijkanten van de staart waren mogelijkerwijs bezet met stekels; de kortere exemplaren daaronder lijken daarvoor de aangewezen kandidaten te zijn. Kirkland reconstrueerde de staart met negentien paar stekels aan de zijden. Die van de voorste staart zijn groot, asymmetrisch driehoekig naar achteren gekromd en met een holle basis. Naar achteren zouden ze geleidelijk in grootte afnemen. De grootste van dit type hebben een lengte van zevenendertig centimeter over de voorrand gemeten.
Naast zulke meer stekelvormige osteodermen zijn er ook aangetroffen in de vorm van rechthoekige platen met een kiel aan de buitenste bovenzijde. Hiervan vermoedde Kirkland dat ze op de nek of schouder lagen, als een meer continue bedekking. Druppelvormige osteodermen met een punt nabij het stompe eind zouden rijen lagere platen gevormd kunnen hebben. De grootste daarvan hebben een lengte van 225 millimeter. Meer symmetrisch gevormde lage osteodermen zouden op de bovenkant van de staart gelegen hebben. Dit soort schubben is later histologisch onderzocht en bleek een kern te hebben van sponsachtig bot bedekt met een beenwand met een relatief gladde buitenkant zonder veel putjes of adergroeven. Nog later onderzoek stelde vast dat de holten relatief groot waren wegens heel dunne tussenschotten, 0,35-0,38 millimeter dik. Kennelijk werden de ruimten tussen al deze elementen gevuld door kleine beenschubben van tot twee centimeter doorsnede waarvan er honderden gevonden zijn. Ze vormden een min of meer buigzame bedekking.
Een speciale bescherming ligt op het bekken. Daar bevindt zich een groot continu heupschild, de hele achterzijde van de romp bedekkend, bestaande uit tot een stijf geheel vergroeide kleinere beenschubben. Deze liggen in een patroon van rozetten: een centrale osteoderm wordt omvat door een dubbele ring van kleinere plaatjes. Centrale osteodermen tonen een rondom uitwaaierend patroon van richels. Kirkland meende dat de zijkanten van het heupschild bezet waren met vier paar lage driehoekige stekels. Die had hij eerst aangezien voor zijstekels van het staartuiteinde maar bij nader inzien vond hij hun basis daar te overlangs lang voor. Paul liet in zijn reconstructie zulke stekels weg. Het probleem met Kirklands interpretatie is dat zij veronderstelt dat osteodermen bovenop kleine andere osteodermen konden groeien, iets wat verder nooit is waargenomen en fysiologisch problematisch is.

## Fylogenie
Kirkland plaatste Gastonia in de Polacanthinae, in 1998 gezien als een basale groep Ankylosauridae. Tegenwoordig echter worden de Polacanthinae meestal gezien als Nodosauridae. Gastonia blijkt volgens een analyse van Victoria Megan Arbour uit 2014 echter geen nodosauride: het is een lid van de Ankylosauridae en een van de meest basale goed bekende leden. Het dier verschaft daarmee belangrijke informatie over de vroege evolutie van de groep en laat zien dat de eerste ankylosauriden nog sterk op nodosauriden leken wat Kirklands verwarring verklaart. Hijzelf is ondertussen aanhanger geworden van de hypothese dat er een Polacanthidae bestond, een klade die nog basaler was dan de Nodosauridae of Ankylosauridae en dat Gastonia daar deel van uitmaakte.

## Levenswijze

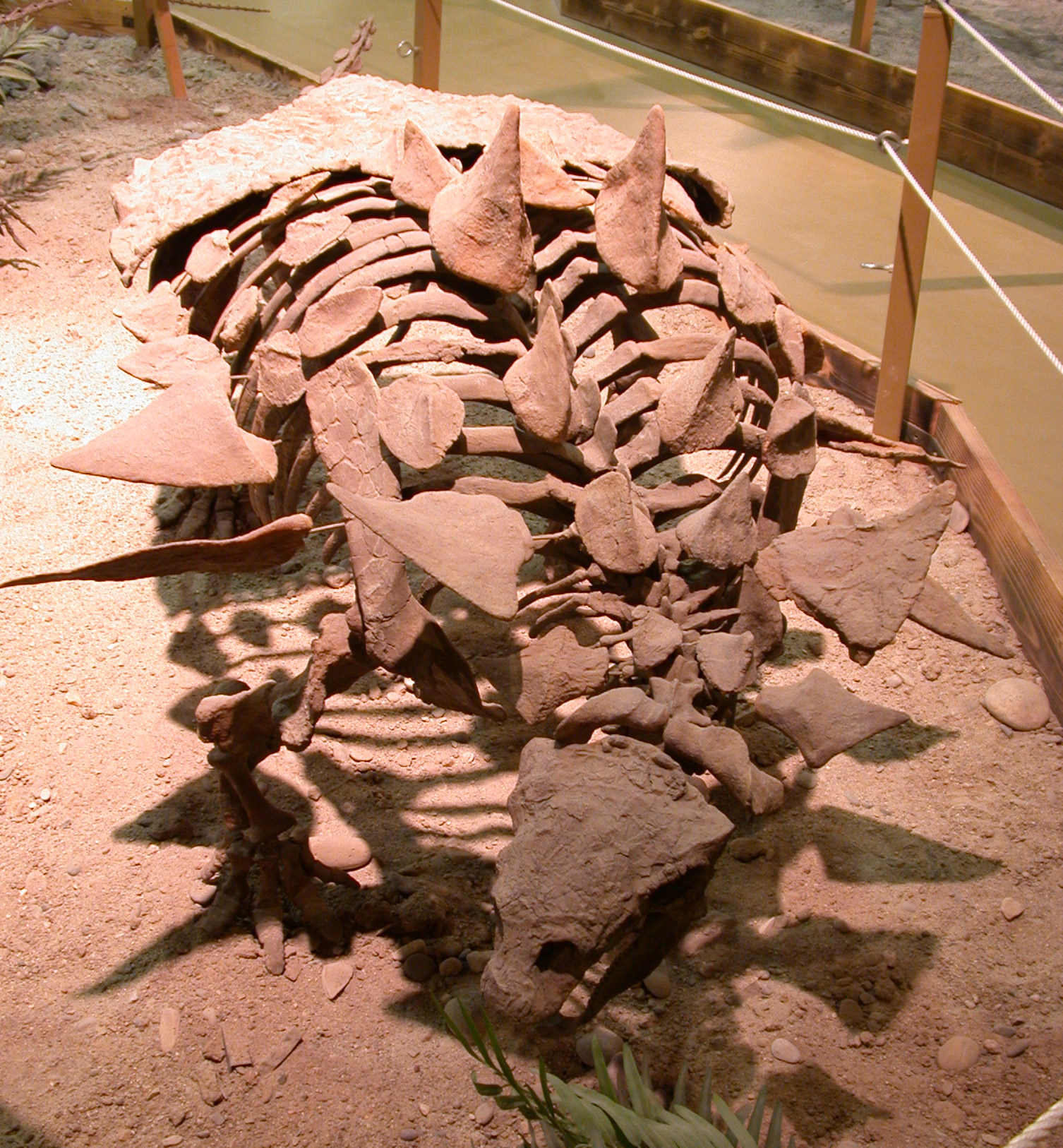
De lange stekels van de voorste romp konden dienen als intimidatie, afwering of aanvalswapens

Gastonia leefde in halfbeboste gebieden, waar open stukken afgewisseld werden door rivierbossen, waar het zich tegoed deed aan bodemplanten. Het klimaat was erg droog met een kort nat seizoen. Uit de Yellow Cat-afzetting zijn vele andere dinosauriërs bekend waaronder de Euornithopoda Hippodraco, Cedrorestes en Iguanacolossus; de sauropode Cedarosaurus en de Theropoda Falcarius, Geminiraptor, Martharaptor, Nedcolbertia, Utahraptor en Yurgovuchia. Gastonia is er echter de enige bekende ankylosauriër.

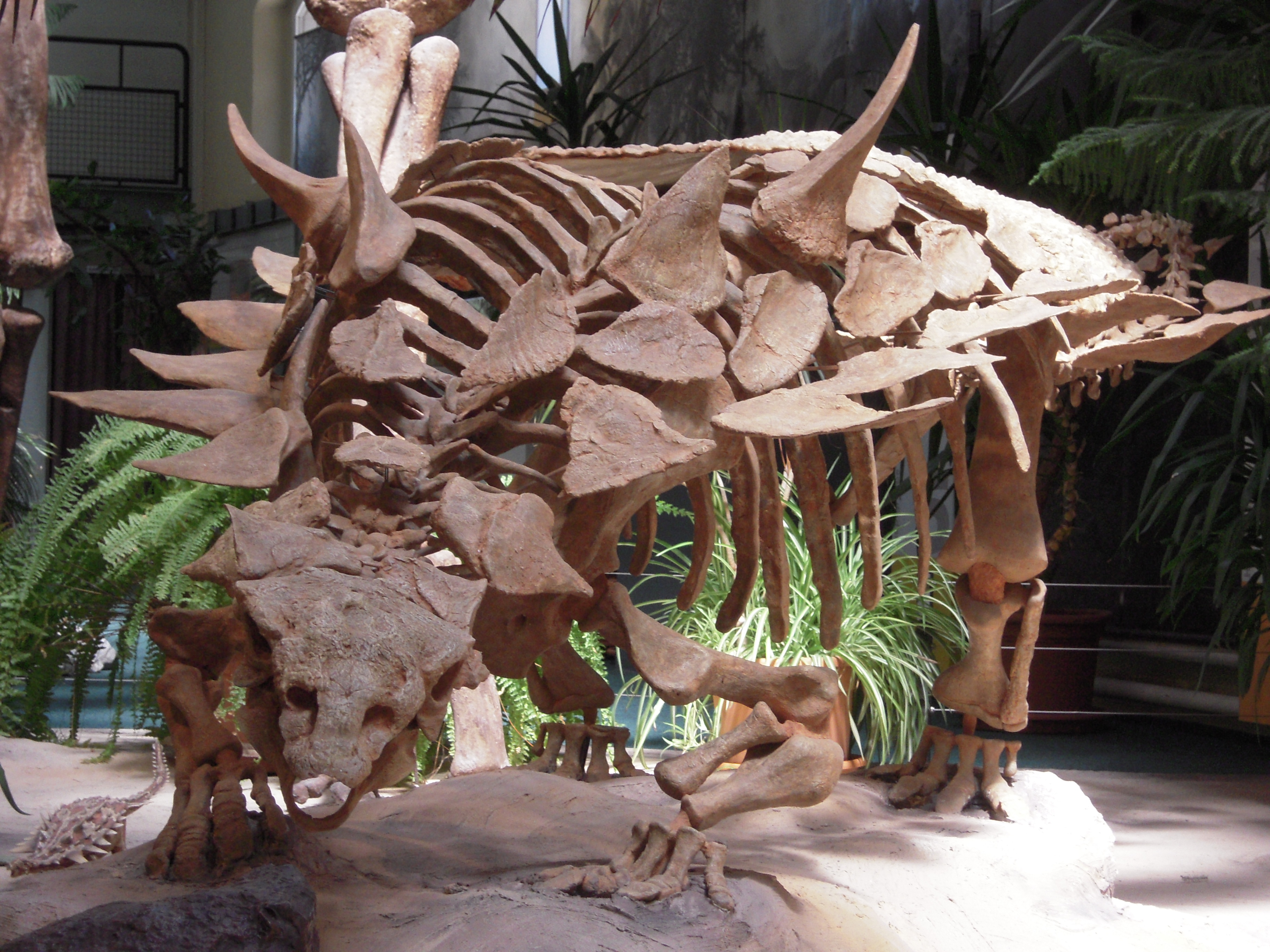
Volgens Kirkland stieten de mannetjes met de koppen tegen elkaar

Kirkland opperde in 1998 een geheel eigen hypothese over de functie van het koppantser. Erop wijzend dat Walter Preston Coombs eerder een zekere mate van kinesis, interne beweeglijkheid, van de koppen van ankylosauriden had vastgesteld, veronderstelde Kirkland dat de mannetjes onderling vochten door met de schedels tegen elkaar te botsen. De flexibele schedel zou dan de klappen opvangen. Ondersteuning voor deze hypothese zag hij in de afhangende positie van de kop en het meer naar voren gericht zijn van de ogen; dit laatste om de stoten beter te kunnen richten. Omdat de korte poten duidelijk ongeschikt waren om een lange aanloop te nemen, veronderstelde Kirkland dat de dieren het op korte afstand van elkaar uitvochten. De stekels zouden bij dit intraspecifiek gevechtsgedrag intimiderend gewerkt hebben.
Wat betreft het verdere lichaamspantser volgde Kirkland de gangbare interpretatie dat dit diende als verdediging tegen roofsauriërs, in dit geval dus theropoden. Die verdediging zag hij ten dele als actief. De horizontale stekels aan de zijranden zouden door een zijwaartse beweging van de staart geduchte klappen hebben kunnen uitdelen. Op zo'n horizontale beweging wezen ook de vlakke gewrichtsuitsteeksels van de staartwervels en de lange zijuitsteeksels van de staartbasis, die de ruimte boden voor krachtige spieren. Kirkland meende dat dit niet verenigbaar was met een verticale positie van de staartstekels die sommige onderzoekers eerder wel voor zulke vormen hadden aangenomen. Ook de lange schouderstekels zouden voor de verdediging gediend hebben; Kirkland gaf niet aan of hij die allereerst als actief of passief zag. Gastonia maakte een belangrijk deel van de fauna van de Yellow Cat uit: het is daar de meest gevonden dinosauriër. Kirkland verklaarde dat door de effectieve verdediging die het pantser bood tegen het grootste bekende roofdier in de levensgemeenschap: de enorme dromaeosauride Utahraptor waarvan resten in dezelfde groeve zijn aangetroffen.
Van ankylosauriërs wordt vaak aangenomen dat het solitair levende dieren waren, die gezien hun korte poten niet in kudden konden trekken, maar de kennelijke grote populatiedichtheid van Gastonia en het feit dat minstens vijf individuen bij elkaar zijn gevonden lijken dit — althans voor deze soort — te weerspreken. Een bonebed in de Yellow Cat Member van de Cedar Mountain formatie met resten van dertig dieren kan er eveneens op wijzen dat Gastonia in kleine kudden migreerde op zoek naar voedsel. Zij zijn waarschijnlijk verdronken toen zij een rivier overstaken, en hun kadavers werden door de stroming op een bepaalde plaats verzameld. Ook van bijvoorbeeld Talarurus plicatospineus en van Struthiosaurus austriacus werden meerdere exemplaren bij elkaar gevonden.
Een studie uit 2016 naar uithollingen met gladde wanden op het buitenvlak van de osteodermen concludeerde dat ze of het gevolg zijn van een infectie door bacteriën of schimmels of een reactie op druk door verdikkingen in de huid of in een tussenlaag van de huid en de osteoderm. In drieënveertig procent van de gevallen was de uitholling enkelvoudig, in zevenenvijftig procent meervoudig.